# モンゴメリー郡 (ノースカロライナ州)
モンゴメリー郡（モンゴメリーぐん、英: Montgomery County）は、アメリカ合衆国ノースカロライナ州の中央部に位置する郡である。2010年国勢調査での人口は27,798人であり、2000年の26,822人から3.6%増加した。郡庁所在地はトロイ町（人口3,189人）であり、同郡で人口最大の町でもある。郡のモットーは「金の機会」である。

## 歴史
モンゴメリー郡は1779年にアンソン郡から分離して設立された。郡名は、アメリカ独立戦争時の将軍であり、1775年にカナダのケベック市を占領しようとしているときに戦死したリチャード・モントゴメリーに因んで名付けられた。1841年、郡内ピーディー川の西側がスタンリー郡となった。

## 郡政府
モンゴメリー郡はピードモント・トライアド自治体委員会の維持会員である。
2000年国勢調査により、アメリカ合衆国下院議員のノースカロライナ州第8選挙区に属しており、2013年時点では共和党議員を選出している。

## 地理
アメリカ合衆国国勢調査局に拠れば、郡域全面積は502平方マイル (1,299 km2)であり、このうち陸地492平方マイル (1,273 km2)、水域は10平方マイル (26 km2)で水域率は2.00%である。ユーハリー国立の森の中心部に位置している。

### 郡区
モンゴメリー郡は12の郡区に分割されている。ビスコー、キャンダー、チーククリーク、エルドラード、リトルリバー、マウントジリード、オーファー、ピーディー、ロッキースプリングス、スター、トロイ、ユーハリーの各郡区である。

### 隣接する郡
- ランドルフ郡 - 北東
- ムーア郡 - 東
- リッチモンド郡 - 南
- スタンリー郡 - 西
- デイビッドソン郡 - 北西

### 国立保護地域
- ユーハリー国立の森（部分）

## 人口動態
以下は2000年の国勢調査による人口統計データである。
| 基礎データ - 人口: 26,822人 - 世帯数: 9,848 世帯 - 家族数: 7,189 家族 - 人口密度: 21人/km2（55人/mi2） - 住居数: 14,145軒 - 住居密度: 11軒/km2（29軒/mi2） 人種別人口構成 - 白人: 69.07% - アフリカン・アメリカン: 21.84% - ネイティブ・アメリカン: 0.40% - アジア人: 1.61% - 太平洋諸島系: 0.04% - その他の人種: 5.75% - 混血: 1.29% - ヒスパニック・ラテン系: 10.43% | 年齢別人口構成 - 18歳未満: 24.9% - 18-24歳: 9.0% - 25-44歳: 28.5% - 45-64歳: 23.6% - 65歳以上: 14.0% - 年齢の中央値: 37歳 - 性比（女性100人あたり男性の人口） - 総人口: 102.6 - 18歳以上: 100.6 世帯と家族（対世帯数） - 18歳未満の子供がいる: 31.0% - 結婚・同居している夫婦: 55.6% - 未婚・離婚・死別女性が世帯主: 12.4% - 非家族世帯: 27.0% - 単身世帯: 24.1% - 65歳以上の老人1人暮らし: 10.7% - 平均構成人数 - 世帯: 2.61人 - 家族: 3.08人 | 収入と家計 - 収入の中央値 - 世帯: 32,903米ドル - 家族: 39,616米ドル - 性別 - 男性: 27,832米ドル - 女性: 21,063米ドル - 人口1人あたり収入: 16,505米ドル - 貧困線以下 - 対人口: 12.7% - 対家族数: 10.4% - 18歳未満: 15.0% - 65歳以上: 12.5% |

## 都市と町

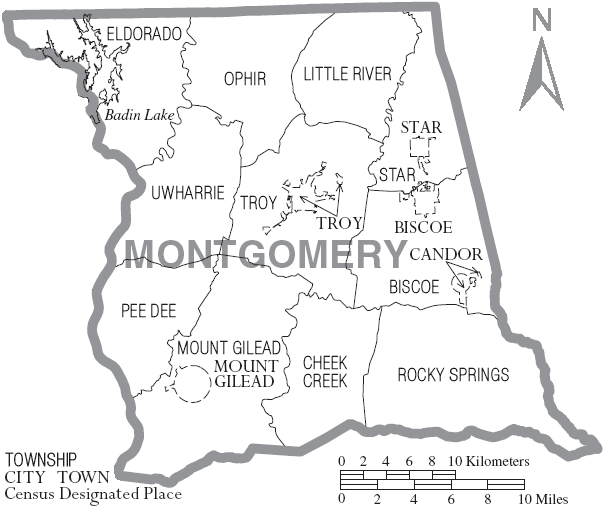
モンゴメリー郡の自治体と郡区

- ビスコー
- キャンダー
- マウントジリード
- スター
- トロイ - 郡庁所在地

### 未編入の町
- ブラックアンクル
- イーサー
- オキウィミー
- オーファー
- ピーディー
- スティーズ
- ウィンドブロー